# Kansas Tour
Il Kansas Tour è il primo tour ufficiale della band statunitense Kansas.

## Storia
Dopo un primo anno di intensa attività live a livello semi professionistico, i Kansas poterono intraprendere il loro primo tour ufficiale, a sostegno dell'omonimo album di debutto.
Il tour, che si tenne nelle principali città della East Coast, è suddiviso in due parti: la prima, che si svolge ancora sostanzialmente solo in California con 50 spettacoli, per lo più replicati nei medesimi luoghi, e la seconda, comprensiva di 52 spettacoli, che tocca vari stati, con alcune tappe anche in Canada.
I Kansas fanno da gruppo principale in diversi spettacoli, avvalendosi però di gruppi spalla quali Albatros, o Fancy, negli show più importanti, fanno da gruppo di supporto per altri artisti più affermati quali Mott the Hoople, Jefferson Starship, Frank Zappa e ZZ Top.
Durata approssimativa dello show: 30/50 minuti.
Questo tour non venne accompagnato dalla distribuzione di nessun opuscolo, cosa che avverrà anche per i due tour successivi.

## Formazione
- Steve Walsh - voce, tastiera
- Kerry Livgren - chitarra
- Robby Steinhardt - violino
- Rich Williams - chitarra
- Dave Hope - basso
- Phil Ehart - batteria

## Scaletta
I vari show non prevedono una scaletta precisa, né una durata costante; nella setlist vengono incluse, oltre che materiale tratto da Kansas, anche alcune cover.

## Date
Calendario completo del tour:
| Prima Leg         |                   |                       |                                       |                                         |                      |                   |         |                       |                   |                 |
|                   |                   |                       |                                       |                                         |                      |                   |         |                       |                   |                 |
| Data              | Città             | Paese                 | Luogo                                 | Note                                    |                      |                   |         |                       |                   |                 |
| 9 maggio 1974     | Phoenix           | USA                   | Celebrity Theater                     |                                         |                      |                   |         |                       |                   |                 |
| 10 maggio 1974    | Los Angeles       | USA                   | Shrine Auditorium                     |                                         |                      |                   |         |                       |                   |                 |
| 12 maggio 1974    | Los Angeles       | USA                   | Robertson Gim                         |                                         |                      |                   |         |                       |                   |                 |
| 16 maggio 1974    | San Diego         | USA                   | Golden Hall                           |                                         |                      |                   |         |                       |                   |                 |
| 21 maggio 1974    | Chicago           | USA                   | Auditorium Theater                    | Come spalla dei Mott the Hoople         |                      |                   |         |                       |                   |                 |
| 26 maggio 1974    | Columbus          | USA                   | Mershon Auditorium                    | Come spalla dei Mott the Hoople         |                      |                   |         |                       |                   |                 |
| 27 maggio 1974    | Toronto           | Canada                | Massey Hall                           |                                         |                      |                   |         |                       |                   |                 |
| 20 giugno 1974    | Normal            | USA                   | Illinois University Auditorium        |                                         |                      |                   |         |                       |                   |                 |
| 24 marzo 1974     | Arkona            | Canada                |                                       |                                         |                      |                   |         |                       |                   |                 |
| 18 agosto 1974    | Kansas city       | USA                   | Arrowed Stadium                       |                                         |                      |                   |         |                       |                   |                 |
| 16 settembre 1974 | Toledo            | USA                   | Valentine Theater                     |                                         |                      |                   |         |                       |                   |                 |
| 18 settembre 1974 | Grand rapids      | USA                   | The Brewery                           |                                         |                      |                   |         |                       |                   |                 |
| 1 ottobre         | Kansas City       | USA                   |                                       | Come spalla dei Jefferson Starship      |                      |                   |         |                       |                   |                 |
| 13 ottobre 1974   | Boston            | Canada                |                                       | Come spalla dei Jefferson Starship      |                      |                   |         |                       |                   |                 |
| 18 ottobre 1974   | Minneapolis       | USA                   |                                       |                                         |                      |                   |         |                       |                   |                 |
| 25 ottobre 1974   | Newport News      | USA                   | College of William and Mary           |                                         |                      |                   |         |                       |                   |                 |
| 2 novembre 1974   | Miami             | USA                   |                                       |                                         |                      |                   |         |                       |                   |                 |
| 4 novembre 1974   | Atlanta           | USA                   |                                       |                                         |                      |                   |         |                       |                   |                 |
| 5 novembre 1974   | Atlanta           | Stati Uniti d'America | North Side Drive-in                   | primo show negli USA                    |                      |                   |         |                       |                   |                 |
| 6 novembre 1974   | Atlanta           | USA                   |                                       |                                         |                      |                   |         |                       |                   |                 |
| 8 novembre 1974   | Wichita           | USA                   |                                       |                                         |                      |                   |         |                       |                   |                 |
| 9 novembre 1974   | Wichita           | Canada                |                                       |                                         |                      |                   |         |                       |                   |                 |
| 11 novembre 1974  | Wichita           | Canada                |                                       |                                         |                      |                   |         |                       |                   |                 |
| 14 novembre 1974  | Wichita           | Canada                |                                       |                                         |                      |                   |         |                       |                   |                 |
| 15 novembre 1974  | Saint Joseph      | USA                   |                                       |                                         |                      |                   |         |                       |                   |                 |
| 16 novembre 1974  | Atkinson          | Stati Uniti           | Larry's Hide Away                     |                                         |                      |                   |         |                       |                   |                 |
| 17 novembre 1974  | Atkinson          | Stati Uniti           |                                       |                                         |                      |                   |         |                       |                   |                 |
| 18 novembre 1974  | Chicago           | USA                   |                                       |                                         |                      |                   |         |                       |                   |                 |
| 27 novembre 1974  | Winterland        | USA                   |                                       |                                         |                      |                   |         |                       |                   |                 |
| 5 febbraio 1975   | Columbus          | USA                   |                                       |                                         |                      |                   |         |                       |                   |                 |
| 7 febbraio 1975   | Dayton            | USA                   |                                       |                                         |                      |                   |         |                       |                   |                 |
| 8 febbraio 1975   | Cleveland         | USA                   |                                       |                                         |                      |                   |         |                       |                   |                 |
| 9 febbraio 1975   | Detroit           | USA                   |                                       |                                         |                      |                   |         |                       |                   |                 |
| 11 maggio 1975    | Sarnia            | Canada                |                                       |                                         |                      |                   |         |                       |                   |                 |
| 21 luglio 1974    | Port Dover        | Canada                |                                       |                                         |                      |                   |         |                       |                   |                 |
| Seconda Leg       |                   |                       |                                       |                                         |                      |                   |         |                       |                   |                 |
|                   |                   |                       |                                       |                                         |                      |                   |         |                       |                   |                 |
| Data              | Città             | Paese                 | Luogo                                 | Note                                    |                      |                   |         |                       |                   |                 |
| 26 luglio 1975    | Oklaoma           | Stati Uniti d'America | Civic Center                          |                                         |                      |                   |         |                       |                   |                 |
| 31 luglio 1975    | Arlington         | Stati Uniti d'America | Public Auditorium                     | aprono per Uriah Heep                   |                      |                   |         |                       |                   |                 |
| 16 agosto 1974    | Dallas            |                       |                                       |                                         |                      |                   |         |                       |                   |                 |
| -                 | 13 settembre 1974 | Baltimora             | Stati Uniti d'America                 | University of Maryland Baltimore County | aprono per Sha-Na-Na | 18 settembre 1974 | Atlanta | Stati Uniti d'America | Electric Ballroom | aprono per Kiss |
| 19 settembre 1974 | Atlanta           | Stati Uniti d'America | Electric Ballroom                     | aprono per Kiss                         |                      |                   |         |                       |                   |                 |
| 20 settembre 1974 | Atlanta           | Stati Uniti d'America | Electric Ballroom                     | aprono per Kiss                         |                      |                   |         |                       |                   |                 |
| 21 settembre 1974 | Saint Petersburg  | Stati Uniti d'America |                                       |                                         |                      |                   |         |                       |                   |                 |
| 22 settembre 1974 | Orlando           | Stati Uniti d'America |                                       |                                         |                      |                   |         |                       |                   |                 |
| 23 settembre 1974 | Gainesville       | Stati Uniti d'America |                                       |                                         |                      |                   |         |                       |                   |                 |
| 24 settembre 1974 | North Hampton     | Stati Uniti d'America | Roxy Theatre                          |                                         |                      |                   |         |                       |                   |                 |
| 25 settembre 1974 | Columbus          | Stati Uniti d'America | Agora Ballroom                        |                                         |                      |                   |         |                       |                   |                 |
| 27 settembre 1974 | Worcester         | Stati Uniti d'America | Memorial Auditorium                   | aprono per T. Rex                       |                      |                   |         |                       |                   |                 |
| 28 settembre 1974 | Erie              | Stati Uniti d'America | County Fairgrounds                    | aprono per T. Rex                       |                      |                   |         |                       |                   |                 |
| 29 settembre 1974 | Evansville        | Stati Uniti d'America | Roberts Municipal Stadium             | aprono per Kiss                         |                      |                   |         |                       |                   |                 |
| 1º ottobre 1974   | Jacksonville      | Stati Uniti d'America | Leone Cole Auditorium                 | aprono per Kiss                         |                      |                   |         |                       |                   |                 |
| 3 ottobre 1974    | Nashville         | Stati Uniti d'America | War Memorial Auditorium               |                                         |                      |                   |         |                       |                   |                 |
| 4 ottobre 1974    | Houston           | Stati Uniti d'America | The Music Hall                        | aprono per Kiss                         |                      |                   |         |                       |                   |                 |
| 6 ottobre 1974    | Oak Brook         | Stati Uniti d'America | Oak Brook Forum                       | aprono per Steppenwolf                  |                      |                   |         |                       |                   |                 |
| 17 ottobre 1974   | Dallas            | Stati Uniti d'America | Travis St. Electric                   |                                         |                      |                   |         |                       |                   |                 |
| 18 ottobre 1974   | Kansas City       | Stati Uniti d'America | Soldier & Sailors Memorial Auditorium | aprono per Hawkwind                     |                      |                   |         |                       |                   |                 |
| 19 ottobre 1974   | Lincoln           | Stati Uniti d'America | Pershing Memorial Auditorium          | aprono per Hawkwind                     |                      |                   |         |                       |                   |                 |
| 20 ottobre 1974   | Oklahoma City     | Stati Uniti d'America |                                       |                                         |                      |                   |         |                       |                   |                 |
| 22 ottobre 1974   | Wichita           | Stati Uniti d'America | The Brewery                           | aprono per Hawkwind                     |                      |                   |         |                       |                   |                 |
| 23 ottobre 1974   | London            | Canada                | University of Western Ontario         | aprono per Nazareth                     |                      |                   |         |                       |                   |                 |
| 24 ottobre 1974   | Toronto           | Canada                | Massey Hall                           | aprono per Nazareth                     |                      |                   |         |                       |                   |                 |
| 25 ottobre 1974   | Kingston          | Canada                | Grand Hall Queen's University         |                                         |                      |                   |         |                       |                   |                 |
| 26 ottobre 1974   | Hamilton          | Canada                | The Rock Pile                         | aprono per Nazareth                     |                      |                   |         |                       |                   |                 |
| 28 ottobre 1974   | Roslyn            | Stati Uniti d'America | My Father's Place                     |                                         |                      |                   |         |                       |                   |                 |
| 29 ottobre 1974   | Roslyn            | Stati Uniti d'America | My Father's Place                     |                                         |                      |                   |         |                       |                   |                 |
| 31 ottobre 1974   | Ottawa            | Canada                | Civic Centre                          | data cancellata                         |                      |                   |         |                       |                   |                 |

## Documentazione
- Kansasband, Kansapedia